# Шо, Моамед-Али
Моа́мед-Али́ Шо (фр. Mohamed-Ali Cho; родился 19 января 2004), также известный как Момо́ Шо (фр. Momo Cho) — французский футболист, нападающий клуба «Ницца».

## Клубная карьера
Уроженец Стена, Сен-Сен-Дени, Моамед выступал за молодёжные команды клубов «Шантийи», «Пари Сен-Жермен» и «Эвертон». 2 мая 2020 года подписал свой первый профессиональный контракт с клубом «Анже». 30 августа 2020 года 16-летний игрок дебютировал в основном составе «Анже» в матче французской Лиги 1 против «Бордо», став первым игроком 2004 года рождения, сыгравшим в высшем дивизионе чемпионата Франции. 29 августа 2021 года забил свой первый в профессиональной карьере гол в матче против «Ренна». В возрасте 17 лет и 222 дней стал первым игроком 2004 года рождения, забившим в рамках французской Лиги 1 (и вторым игроком 2004 года рождения, забившим в рамках пяти сильнейших европейских чемпионатов после Юссуфы Мукоко).
15 июня 2022 года подписал пятилетний контракт с испанским клубом «Реал Сосьедад». Сумма трансфера составила от 12 до 15 млн евро.
В январе 2024 года перешёл во французский клуб «Ницца».

## Карьера в сборной
В 2019 году дебютировал в составе сборной Англии до 16 лет.
В сентябре 2021 года дебютировал за сборную Франции до 21 года.

## Личная жизнь
Шо родился во Франции в семье ивуарийца и марокканки, в детстве проживал в Англии.